# Cranichis gracilis
Cranichis gracilis är en orkidéart som beskrevs av Louis Otho Otto Williams. Cranichis gracilis ingår i släktet Cranichis, och familjen orkidéer. Inga underarter finns listade i Catalogue of Life.